# Пелагонијска битка
Пелагонијска битка је вођена током лета или јесени 1259. године у Пелагонијској равници између снага Никејског царства са једне и коалиције коју су чиниле снаге Епирске деспотовине, Ахајске кнежевине и Сицилијанског краљевства. Окончана је потпуном победом никејских снага и представља прекретницу у борбама око византијског наслеђа, започетим падом Цариграда 1204. године, јер Никејско царство остаје без озбиљних противника у региону и само две године касније, ослобађањем Цариграда, обнавља Византију. Поред тога, битка представља почетак обнове византијске власти на Пелопонезу, добијањем Мистре и поседа од којих ће касније бити формирана Морејска деспотовина.

## Прилике пред битку
Смрт никејског цара Теодора II (1254—1258) 1258. године довела је на власт његовог седмогодишњег сина Јована IV (1258—1261). Моћни феудалци су за његовог регента поставили Михајла Палеолога (регент 1258—1261, цар 1261—1282), кога је свега неколико година раније Теодор II протерао у циљу сузбијања самовоље племства. Сам Михајло је врло брзо покренуо никејску офанзиву на Балкан, што је довело до стварања широке коалиције против њега. У савез су ушле Епирска деспотовина, латинска Ахајска кнежевина и Краљевина Сицилија.

## Стефан Урош I
На страни савеза Епирске деспотовине, Ахајске кнежевине и Сицилије  налазио се и српски краљ Стефан Урош I (1243—1276), који је 1258. године напао никејске поседе у Македонији и заузео Скопље, Прилеп и Кичево.

## Битка
Снагама које су предводили епирски деспот Михајло II Комнин Дука (1230—1268) и ахајски кнез Виљем II Вилерден (1246—1278), прикључили су се помоћни одреди сицилијанског краља Манфреда (1258—1266), које је чинило 400 немачких витезова. Вече пред саму битку, дошло је до распада савеза, највише због сукобљених интереса два владара на Балкану, тако да су епирске снаге напустиле бојиште. Григора наводи да су Михајло и његов син Нићифор (1268—1296) са својим снагама напустили бојиште, док је његов ванбрачни син Јован са својим снагама прешао на никејску страну, јер му се, према Пахимеровим речима, Вилерден подсмевао због његовог ванбрачног рођења.
Никејске снаге (у којима је био значајан део Кумана и Селџука), предвођене Михајловим братом севастократором Јованом Палеологом, поразиле су остатке коалиционих снага, у бици је заробљен сам Вилерден са 30 својих франачких барона, док су Манфредове трупе погинуле у борби.

## Последице
Велику победау у Пелагонији одмах су искористиле Никејске снаге и упале у Епирску деспотовину. Никејска војска је ушла у саму престоницу Арту, а само је војна помоћ сицилијанског краља спречила потпуни слом Епирске државе. Истовремено, српски краљ је напустио делове Македоније које је запосео, док је ахајски кнез је ослобођен тек 1262. године, када је Михајлу предао кључне тврђаве на Пелопонезу (Мистру, Монемвасију, Маину и Хијеракион) и прихватио вазалне обавезе према цару, који му је доделио византијску титулу великог доместика.
Непосредно након битке у Пелагонији, никејске снаге предвођене Алексијем Стратигопулом су 25.07. 1261. године ушле у Цариград, чиме је обновљена Византија, а сам Михајло Палеолог је проглашен за цара.